# Уравнение Брио — Буке
Уравнение Брио и Буке — обыкновенное дифференциальное уравнение первого порядка вида
{\displaystyle x^{m}{\frac {dy}{dx}}=f(x,y),\quad (*)}
где m — натуральное число, функция {\displaystyle f(x,y)} аналитическая и удовлетворяет условиям {\displaystyle f(0,0)=0} и {\displaystyle f_{y}(0,0)\neq 0}. Уравнения (*) можно рассматривать как в вещественной, так и в комплексной области. 
Название дано в честь двух французских математиков XIX века: Шарля Брио и Жан-Клода Буке, которые провели детальное исследование таких уравнений. Они, в частности, доказали, что уравнение (*) с начальным условием {\displaystyle y(0)=0} почти всегда (за исключением случая, когда {\displaystyle m=1} и {\displaystyle f_{y}(0,0)} есть натуральное число) имеет единственное решение, представимое в виде формального степенного ряда {\displaystyle y=a_{1}x+a_{2}x^{2}+\cdots ,} который сходится в некоторой окрестности точки {\displaystyle x=0}, если {\displaystyle m=1}, и может расходиться для всех {\displaystyle x\neq 0}, если {\displaystyle m>1}. 